# Mekar Tanjung
Mekar Tanjung is een bestuurslaag in het regentschap Asahan van de provincie Noord-Sumatra, Indonesië. Mekar Tanjung telt 1696 inwoners (volkstelling 2010).